# Francisco de Ascensão Mendonça
Francisco de Ascensão Mendonça (Faro, 30 de maio de 1889 — 28 de setembro de 1982), professor da Faculdade de Ciências da Universidade de Coimbra, foi um colector e botânico que se notabilizou pelos seus estudos sobre a flora de Angola e de Moçambique.

## Biografia
Nasceu em Faro, filho de Agostinho Martins Moreno e Ana de Jesus Mendonça. Matriculou-se na Faculdade de Ciências da Universidade de Coimbra, tendo concluído a licenciatura em 8 de novembro de 1926.
Foi professor provisório do Liceu Pedro Nunes, em Lisboa, exonerado a seu pedido em 12 de dezembro de 1921.
Foi jardineiro-chefe interino do Instituto Botânico da Universidade de Coimbra a partir de 1921, cargo que ocupou como efectivo de 1923 a 1930, ano em que passou a naturalista do Museu, Laboratório e Jardim Botânico e depois a naturalista do Instituto Botânico.
Na Faculdade de Ciências da Universidade de Coimbra foi assistente de Botânica a partir de 1927, passando a professor auxiliar em 1929, cargo que exerceu até se aposentar em 1963.
Dedicou-se ao estudo da flora das então colónias portuguesas, tendo integrada a missão científica a Angola em 1929 e foi vogal da Secção de História Natural da Junta das Missões Geográficas e de Investigação Colonial e depois director do Centro de Botânica da mesma Junta (a partir de 1952).

## Obra
- Itinerário fitogeográfico da campanha de 1942 da missão botânica de Moçambique. Lisboa, Junta das Missões Geográficas e de Investigações Coloniais. 1948
- De como a taxonomia serve a economia. Lisboa. 1950, 24 p.

O IPNI regista 184 descrições de novos táxons da autoria de Mendonça, a maioria em co-autoria com o botânico britânico Arthur Wallis Exell.